# Bataille de Cerro Muriano
Guerre d'Espagne
La bataille de Cerro Muriano est une bataille ayant pour scène la ville de Cordoue et ses alentours au cours de la guerre civile espagnole. Elle est s'est déroulée en septembre 1936.

## Biographie
La bataille a suivi l'offensive de Cordoue et a duré deux jours, 5 et 6 septembre 1936. Après un siège de 36 heures, les troupes régulières et la légion espagnole envahissent les positions républicaines et laissent beaucoup de morts.
La bataille est célèbre en raison de l'image d'un « milicien qui tombe » pris par Robert Capa, une image qu'il a cherché à représenter le sort tragique de la République espagnole.
La photo de Robert Capa est probablement le plus célèbre image de la guerre civile espagnole. Capa a pris la photo le 5 septembre 1936 à Cerro Muriano à 15 km au nord de Cordoue, elle est publiée par le magazine français Vu. Au fil des années, il y a eu beaucoup de débats sur l'authenticité de la photo. L'identification présumée de l'homme sur la photo comme Federico Borrell García. Borrell était un milicien anarchiste d'Alicante et il est mort ce jour-là à Cerro Muriano, c'est considéré par beaucoup comme une preuve irréfutable de l'authenticité de la photo.